# Барон Фишер

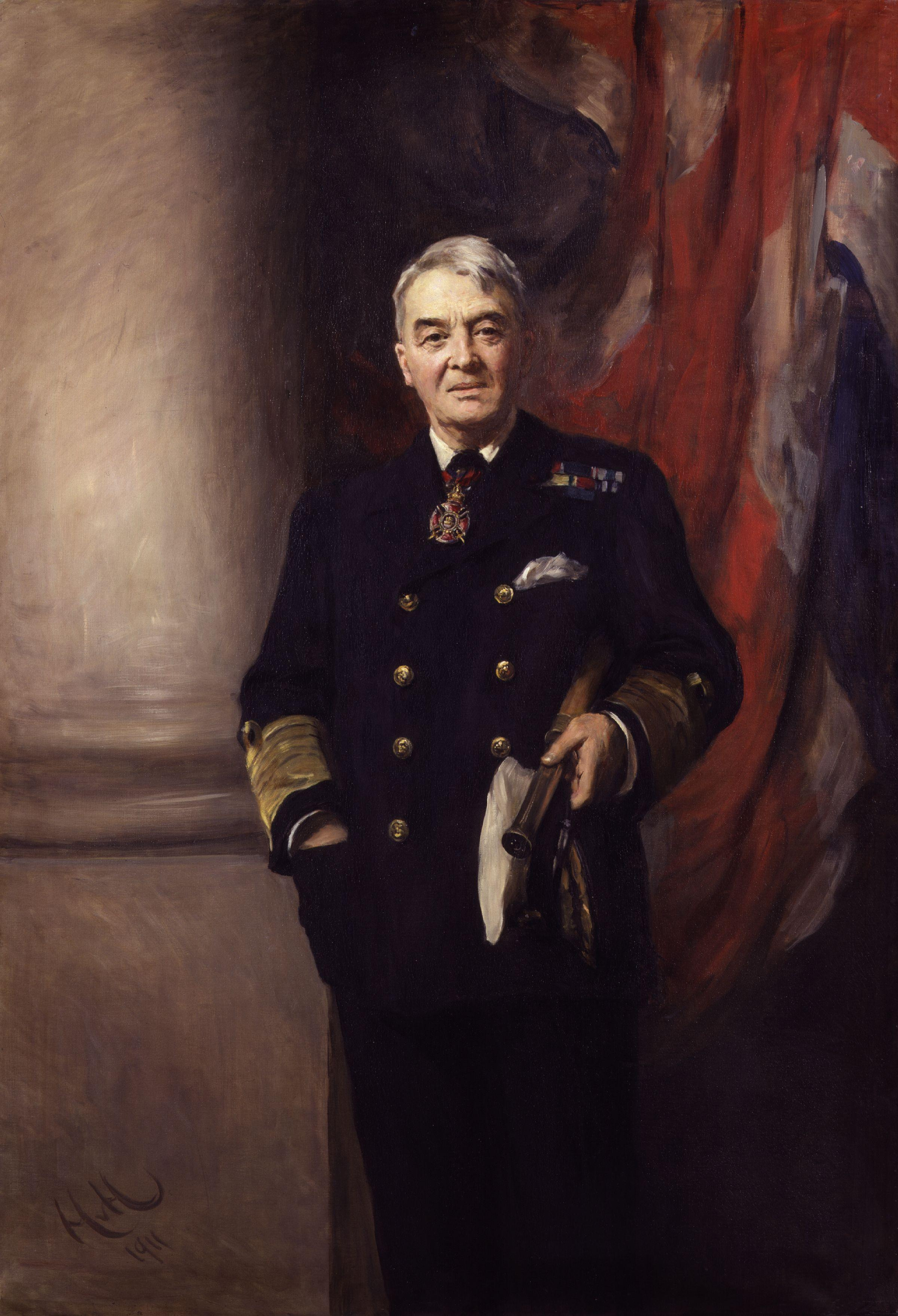
Адмирал флота Джон Арбутнот «Джеки» Фишер, 1-й барон Фишер

Барон Фишер из Килверстона в графстве Норфолк — наследственный титул в системе Пэрства Соединённого королевства. Он был создан 7 декабря 1909 года для известного военно-морского реформатора, адмирала флота сэра Джеки Фишера (1841—1920). Он был главнокомандующим Североамериканской и Вест-Индской станцией (1897—1899), главнокомандующим Средиземноморским флотом (1899—1902), главнокомандующим в Портсмуте (1903−1904), первым морским лордом (1904—1910, 1914—1915).
Его сын Сесил Фишер, 2-й барон Фишер (1868—1955), был приемным сыном и наследником оружейного промышленника Джозайи Вавассёра (1834—1908). Вавассёр оставил часть своего огромного имущества Сесилу Фишеру при условии, что он примет имя Вавассёр. Сесил Фишер принял дополнительную фамилию «Вавассёр» в 1909 году, получив королевское разрешение.
По состоянию на 2024 год носителем титула являлся внук последнего, Патрик Вавассёр Фишер, 4-й барон Фишер (род. 1953), который стал преемником своего отца в 2012 году.

## Бароны Фишер (1909)
- 1909—1920: Адмирал флота Джон Арбутнот «Джеки» Фишер, 1-й барон Фишер (25 января 1841 — 10 июля 1920), сын капитана Уильяма Фишера[1];
- 1920—1955: Сесил Вавассёр Фишер, 2-й барон Фишер (18 июля 1868 — 11 мая 1955), единственный сын предыдущего[2];
- 1955—2012: Джон Вавассёр Фишер, 3-й барон Фишер (24 июля 1921 — 31 октября 2012), единственный сын предыдущего[3];
- 2012 — настоящее время: Патрик Вавассёр Фишер, 4-й барон Фишер (род. 14 июня 1953), старший сын предыдущего[4];
  - Наследник титула: достопочтенный Джон Карнеги Васассёр Фишер (1979 — 2 августа 2015), старший сын предыдущего[5];
  - Наследник титула: достопочтенный Бенджамин Карнеги Вавассёр Фишер (род. 1986), младший брат предыдущего[6].